# Sérgio Mayer Mori
Sérgio Mayer Mori (Cidade do México, 7 de fevereiro de 1998) é um cantor, compositor, multi-instrumentista e ator mexicano.

## Biografia e Carreira
É filho dos atores Bárbara Mori e Sergio Mayer. Estudou na prestigiosa Berklee College of Music, localizada em Boston, Estados Unidos, onde passou uma parte da infância. Além de atuar, cantar e compor, Sérgio toca piano, saxofone e guitarra.
Sua estreia no cinema foi no longa Un Padre no Tan Padre, lançado no México no fim de 2016.
Em janeiro de 2016 iniciou uma relação amorosa com a modelo brasileira Natália Subtil. Após um mês de namoro, foram morar juntos. Em 21 de novembro de 2016 nasceu a filha do casal, Mila Mayer Subtil. Em meados de 2017 separaram-se.

## Filmografia

### Televisão
| Ano  | Título  | Personagem | Notas        | Ref.        |
| ---- | ------- | ---------- | ------------ | ----------- |
| 2022 | Rebelde | Estebán    | Pré-produção | [ 3 ] [ 3 ] |